# Okręg wyborczy Central Norfolk
Okręg wyborczy Central Norfolk powstał w 1950 r. i wysyłał do brytyjskiej Izby Gmin jednego deputowanego. Okręg położony był w hrabstwie Norfolk. Został zniesiony w 1974 roku.

## Deputowani do brytyjskiej Izby Gmin z okręgu Central Norfolk
- 1950–1959: Frank Medlicott, Partia Konserwatywna
- 1959–1962: Richard Collard, Partia Konserwatywna
- 1962–1974: Ian Gilmour, Partia Konserwatywna